# The Alphabet
Pour les articles homonymes, voir Alphabet (homonymie).
The Alphabet (1968) est le second film de David Lynch, il s'agit d'un court-métrage d'animation symbolisant les difficultés de l'apprentissage et la méfiance envers le langage.
Peggy Lynch, la femme de David Lynch à cette époque, interprète le personnage féminin.

## Synopsis
Tout commence par la narration d'un homme qui récite l'alphabet sans prononcer le Z, un groupe d'enfants le rejoint dans son chant incessant qui met mal à l'aise une petite fille. Les lettres apparaissent dans l'obscurité et entourent la petite fille. Celle-ci souffrant de l'arrivée des lettres dans son crâne se dresse sur son lit et finit par cracher du sang sur ses draps blancs.

## Fiche technique
- Titre original : The Alphabet
- Réalisation : David Lynch
- Production : H. Barton Wassermann
- Format : 16 mm couleur
- Durée : 4 minutes

## Sources
- Cet article est partiellement ou en totalité issu du site Aboutlynch.com, le texte ayant été placé par l’auteur ou le responsable de publication sous la licence de documentation libre GNU ou une licence compatible.
- David Lynch, le livre, collection grands cinéastes, édition Cahiers du cinéma pour Le Monde